# الشرطة الاتحادية (المكسيك)
الشرطة الاتحادية (بالإنجليزية:Federal Police، بالإسبانية: Policía Federal) أو (PF) عُرفت سابقاً باسم الشرطة الإتحادية الوقائية (بالإسبانية: Policía Federal Preventiva). شرطة مكسيكية تابعة للأمانة العامة للداخلية. ويطلق على منتسبيها بالعامية اسم «فيديراليس»، غالباً مايكون منتسبيها مدججين بالسلاح ويرتدون بزات عسكرية باللون الأزرق الداكن أو الأسود.
أسست الشرطة الإتحادية بدمج أربع منظمات إتحادية في عام 1998 و 1999، من أجل تنسيق أفضل بين الوكالات ضد خطر العصابات المنظمة المتنامي. دُمجت شرطة الطرق السريعة، الشرطة المالية، وحدة التحقيق السرية في وزارة الداخلية ومركز الأمن الوطني لتشكل الوكالة الحالية. كما يوجد قسم تحقيقات في الشرطة الإتحادية. للتحقيق في الجرائم الإتحادية تديرهُ وكالة الشرطة الإتحادية الوزارية تحت إدارة النائب العام في المكسيك.

## تاريخ

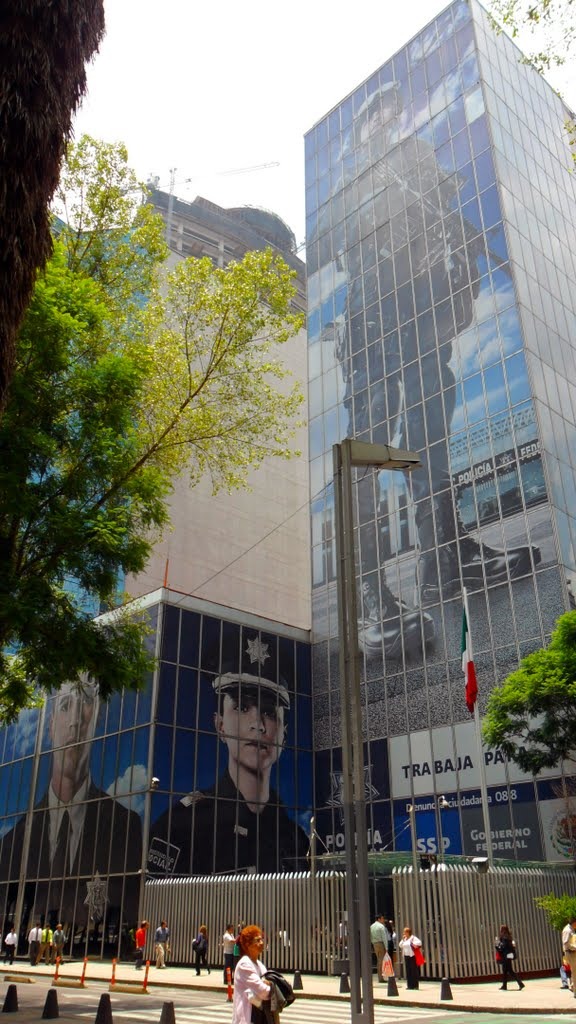
مبنى الشرطة الإتحادية.في

29 مايو، 2009، تم تغير اسم الشرطة الإتحادية الوقائية إلى الشرطة الإتحادية، وأضيفت بعض المهام إليها. إسست الشرطة الإتحادية باسم الشرطة الإتحادية الوقائية في عام 1999 كمبادرة من الرئيس المكسيكي الأسبق ارنستو زيديلو (1994-200) للقضاء على عصابات المخدرات في شوارع المكسيك.
تحتفل الشرطة الإتحادية في المكسيك بعيدها الوطني في 2 يونيو من كل عام ويعرف بيوم الشرطة الإتحادية، التي بعود تاريخها إلى عام 1928 خلفاً للوكالات السابقة.

## المنتسبين
في عام 2000، كان للوكالة مايقارب 10,878 منتسب:
- 4,899 من؛ الجيش المكسيكي، اللواء الثالث من الشرطة العسكرية.
- 4,000 من؛ شرطة الطرق السريعة الإتحادية.
- 1,500 من؛ الشرطة المالية.
- 600 من؛ وزارة الداخلية: مركز التحقيقات والأمن الوطني.

## الرتب
- شرطي/شرطية
- عريف
- رقيب ثاني
- رقيب أول
- ضابط فرعي
- ضابط
- مفتش فرعي
- مفتش
- رئيس مفتشين
- مفتش عام
- مفوض
- رئيس مفوضين
- مفوض عام

## المعدات والأسلحة

### الأسلحة

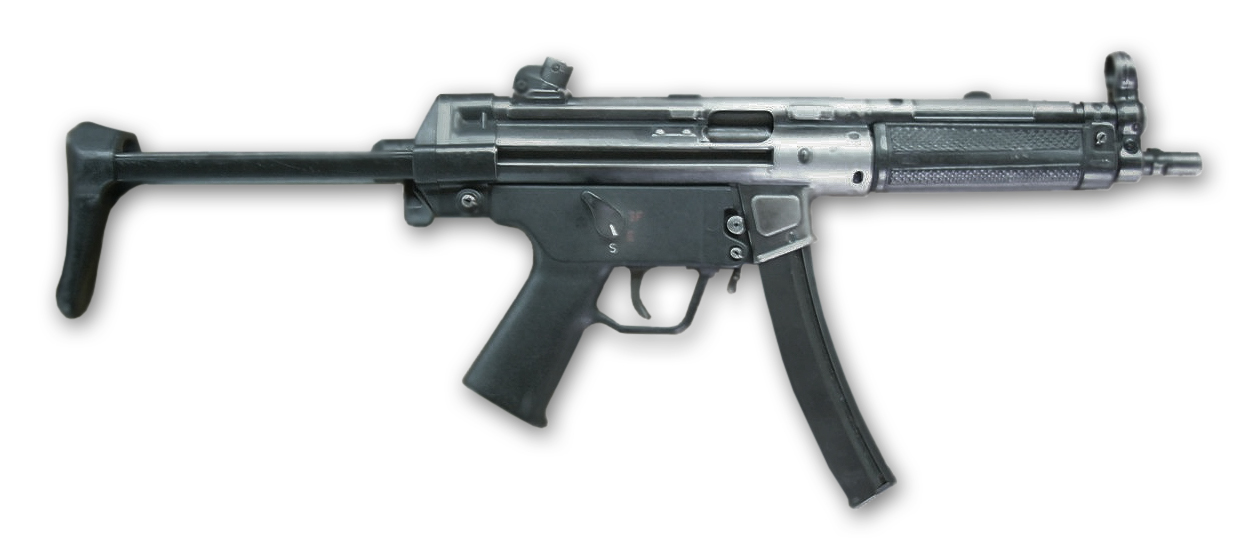
MP5

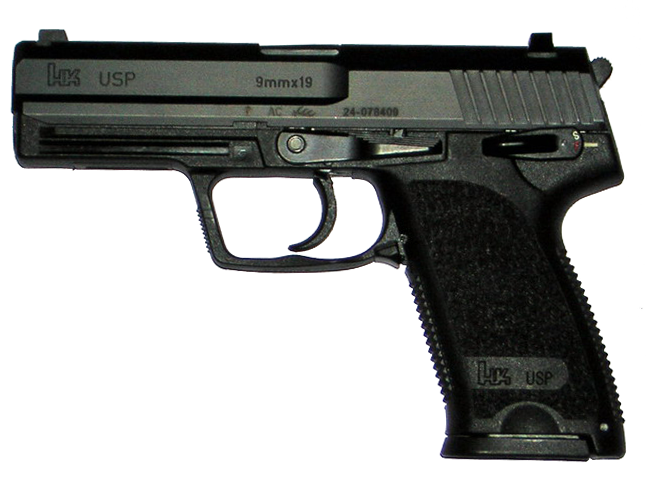
USP

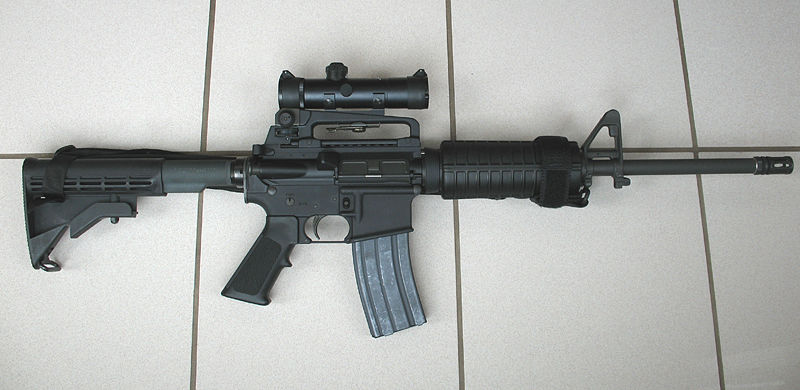
AR-15

#### مسدسات
- بيريتا 92F — في نهاية الخدمة
- جلوك
- Heckler & Koch USP
- جيركو 941
- CZ P-09

#### أسلحة نصف أوتوماتيكية
- Colt 9mm SMG
- إم بي 5
- Heckler & Koch MP7
- Heckler & Koch UMP
- Uzi

#### بنادق هجومية
- AR-15
- Beretta AR70/90
- Beretta ARX 160
- CZ-805 BREN
- إف إن فال
- Galil ACE
- جي 3

#### بنادق القنص
- باريت إم82
- DSR-50
- بي اس جي-1

#### بنادق رشاشة
- إف إن ماج
- FN Minimi
- Heckler & Koch HK21
- IMI Negev
- M2 Browning
- M60E4

#### قاذفات قنابل
- Heckler & Koch AG36
- Milkor MGL

### مركبات التنقل
تستخدم وحدات الشرطة الإتحادية المكسيكية عدة مركبات؛ حيث تمتلك أكثر من 17,000 سيارة، وتعتبر أعداد المركبات والطيارة التي تمتلكها الوكالة سرية.

### الطائرات
| الشركة المصنعة        | الطائرة                       | الطراز       | النوع                 | عدد الطائرات في الخدمة | بلد المنشأ       | الصورة       |
| طائرات مجنحة          | طائرات مجنحة                  | طائرات مجنحة | طائرات مجنحة          | طائرات مجنحة           | طائرات مجنحة     | طائرات مجنحة |
| --------------------- | ----------------------------- | ------------ | --------------------- | ---------------------- | ---------------- | ------------ |
| بوينغ                 | بوينغ 727                     | 727-200      | طائرة نقل             | 4                      | الولايات المتحدة |              |
| CASA                  | CASA CN-235                   | CN-235-400   | طائرة نقل             | 2                      | إسبانيا          |              |
| طائرات آلية بدون طيار |                               |              |                       |                        |                  |              |
| Hydra Technologies    | Hydra Technologies S4 Ehécatl | S4B          | مرا قبة وإستطلاع      | 12                     | المكسيك          |              |
| أنظمة إلبيط           | Elbit Hermes 450              | H-450        | مرا قبة وإستطلاع      | 4                      | إسرائيل          |              |
| طائرات مروحية         |                               |              |                       |                        |                  |              |
| سيكورسكي للطائرات     | UH-60 Black Hawk              | UH-60M/L     | نقل ودعم جوي          | 9                      | الولايات المتحدة |              |
| Mil                   | ميل مي-17                     | Mi-171-V     | نقل ودعم جوي          | 4                      | روسيا            |              |
| Eurocopter            | يوروكوبتر إيه إس 350          | AS350L1      | إستطلاع ودعم جوي      | 7                      | الاتحاد الأوروبي |              |
| Eurocopter            | يوروكوبتر إي سي 120 كوليبري   | EC120        | إستطلاع ودعم جوي      | 3                      | الاتحاد الأوروبي |              |
| بيل للمروحيات         | بيل 206                       | B-206L       | إستطلاع ودعم جوي      | 5                      | الولايات المتحدة |              |
| بيل للمروحيات         | بيل 412                       | B-412EP      | نقل، إستطلاع ودعم جوي | 3                      | الولايات المتحدة |              |
| مروحيات إم دي         | MD 500                        | MD 530G      | إستطلاع ودعم جوي      | 7                      | الولايات المتحدة |              |

## وصلات خارجية
- الموقع الرسمي - بالإنجليزية
- الموقع الرسمي (بالإسبانية)